# Catherine Jarrett
Catherine Jarrett, née le 13 avril 1957 à Paris, est une actrice française de théâtre, de cinéma et de télévision, également romancière, essayiste et poète.

## Biographie
Après avoir terminé ses études de médecine et une première année de spécialisation en psychiatrie, Catherine Jarrett tourne dans une quarantaine de films pour la télévision et le cinéma, dont notamment Le Soulier de satin de Manoel de Oliveira, Passe-passe de Nicolas Gessner et La Tribu, d'Yves Boisset.
Au théâtre, elle interprète en 2009 au théâtre Mouffetard le personnage de Done Elvire dans Dom Juan de Molière mis en scène par Cyril Le Grix, puis en 2010, au Studio Raspail, le personnage de Gabriela Mistral dans Gabriela et Pablo du poète Luis del Rio Donoso, mis en scène par Coralie Salonne.
Catherine Jarrett a également joué au festival de Carpentras dans Mémoires de femmes, un spectacle monté par Alain Kremski, au festival de La Ciotat dans Pour l'amour de Mistral de Marcel Jullian (rôle principal), dans des œuvres du répertoire du théâtre classique (Racine, Marivaux,...), dans La Mouette de Tchékov (personnage de La Mouette), et enregistré des pièces et des textes littéraires pour la télévision et la radio ainsi que des fragments de ses œuvres : Chant d’Orap’hann, Marie et autres fragments, …
Romancière et essayiste — elle a notamment publié Billet d’ombre aux éditions Actes Sud, Le Goût du thé indien chez Olivier Orban et, dans La Revue littéraire des éditions Léo Scheer, Temps et espace dans Le Maître et Marguerite, Marie et autres fragments, ainsi que Lermontov, le mot acte —, elle est également l’auteur de plusieurs recueils de poésie.

## Filmographie

### Cinéma
- 1977 : Le mille-pattes fait des claquettes, de Jean Girault
- 1978 : Général... nous voilà !, de Jacques Besnard
- 1981 : Rendez-vous hier, de Gérard Marx
- 1982 : Ehrengard, d'Emidio Greco
- 1982 : Litan : La cité des spectres verts, de Jean-Pierre Mocky
- 1983 : Il quartetto Basileus, de Fabio Carpi
- 1983 : SAS à San Salvador, de Raoul Coutard
- 1984 : Les Maîtres du soleil, de Jean-Jacques Aublanc
- 1985 : Le Soulier de satin, de Manoel de Oliveira
- 1986 : Douce France, de François Chardeaux
- 1986 : Les Trottoirs de Saturne, d'Hugo Santiago
- 1988 : Passe-passe (Quicker than the eye), de Nicolas Gessner
- 1991 : Tchin-Tchin, de Gene Saks
- 1991 : La Tribu, d'Yves Boisset

### Télévision
- 1977 : Les Enquêtes du commissaire Maigret de Jean-Paul Sassy (série), épisode : Au rendez-vous des Terre-Neuvas (Marie Léonnec)
- 1979 : Au théâtre ce soir : Une nuit chez vous Madame de Jean de Létraz, mise en scène Jacques Valois, réalisation Pierre Sabbagh, Théâtre Marigny
- 1980 : Médecins de nuit de Jean-Pierre Moscardo (série), épisode : La décapotable
- 1980 : La Vie des autres (série), épisode : L'intruse
- 1980 : Les Amours du mal-aimé de Marcel Camus (série), épisode : L’Homme-cible (Madeleine Pagès)
- 1980 : La Peau de chagrin de Michel Favart, d'après Honoré de Balzac
- 1981 : Au théâtre ce soir : Alain, sa mère et sa maîtresse de Paul Armont & Marcel Gerbidon, mise en scène Jean Kerchbron, réalisation Pierre Sabbagh, théâtre Marigny
- 1981 : Le Boulanger de Suresnes de Jean-Jacques Goron
- 1983 : Un mariage sacré de Philippe Monnier, d'après Joyce Carol Oates avec Philippe Léotard
- 1983 : Les Beaux Quartiers de Jean Kerchbron, d'après Aragon
- 1983 : Par ordre du roi, Madame Tiquet de Michel Mitrani avec Marina Vlady, Jean-Francois Balmer, Jean-Pierre Kalfon …
- 1984 : Le château de Jean Kerchbron d'après Kafka avec Daniel Mesguich, Daniel Emilfork, Jean-Roger Caussimon…
- 1985 : Les Amours des années 1950 de Jean-Paul Carrère (série), épisode : Les Scorpionnes
- 1986 : La Guerre des femmes de Pierre Bureau (série), d'après Alexandre Dumas, épisode: La princesse de Condé
- 1988 : La Sonate pathétique de Jean-Paul Carrère d'après Les Deux Orphelines (Thérèse)
- 1989 : La Gym (série) de Daniel Moosmann
- 1990 : Force de frappe de Paulo Barzman (série), épisode : Son with a Gun (Carlotta)
- 1992 : La Mort du petit chat de Boramy Tiolluong

## Publications
- Le Goût du thé indien, Olivier Orban, 1993  (ISBN 2855656052)
- Billet d’ombre, Actes Sud, 1994  (ISBN 274270146X)
- Ma bête langue, Encre et lumière, 2016
- Nue ma mère, La Margeride, 2017
- La Mémoire nue, Unicité, 2017
- Ni absence ni ombre, L’Atelier de Groutel, 2017
- Un ciel un jour (avec Philippe Tancelin), Unicité, 2020
- Temps et espace dans le Maître et Marguerite , Léo Scheer, La Revue littéraire, 2006
- Marie et autres fragments, Léo Scheer, La Revue littéraire, 2006
- Lermontov, le mot-acte. De la courte vie, du héros, de l’œuvre étincelante de Mikhaïl Lermontov, Léo Scheer, La Revue littéraire, 2008
- La Chair de l'enfant-mot (avec Philippe Tancelin), Unicité, 2023